# Abolfazl Jalali
Abolfazl Jalali (persisch ابوالفضل جلالی; * 26. Juni 1998 in Amol) ist ein iranischer Fußballspieler. Er ist in der Abwehr beheimatet und füllt diese Rolle derzeit bei seinem Klub als Linker Verteidiger aus.

## Karriere

### Klub
Nach der Spielzeit 2016/17 wechselte er von der U19 des Padideh Sari FC zu der von Saipa Teheran. Hier durchlief er danach auch noch die U21-Mannschaft und kam aber der Spielzeit 2018/19 dann fest in der ersten Mannschaft unter. Sein Debüt in der Persian Gulf Pro League hatte er am 14. November 2018 bei einem 0:0 gegen Machine Sazi FC, wo er zur 42. Minute für Moein Abbasian eingewechselt wurde. Über den weiteren Verlauf der Saison bekam er dann auch mehr Einsätze und stand teilweise manchmal sogar auch für die kompletten 90 Minuten auf dem Platz. Über die nächsten paar Spielzeiten wurde er dann auch schon zum unangefochtenen Stammspieler.
Seit der Spielzeit 2021/22 steht er beim Esteghlal Teheran unter Vertrag. Hier kommt er nach ein paar Startschwierigkeiten (immerhin wurde er mit seiner Mannschaft in der Runde Meister) zumindest seit der Saison 2022/23 wieder öfters zum Einsatz.

### Nationalmannschaft
Sein Länderspieldebüt für die A-Nationalmannschaft gab er bei einem 3:0-Freundschaftsspielsieg über die Auswahl von Syrien am 30. März 2021. Hier wurde er in der 65. Minute für Milad Mohammadi eingewechselt. Danach kam er im September bei einem 1:0-Sieg über Uruguay sowie einem weiteren 1:0-Sieg über Nicaragua im Herbst 2022 zum Einsatz.
Daran anschließend wurde er im November des Jahres dann auch für den Kader bei der Weltmeisterschaft 2022 nominiert.